# Кенко

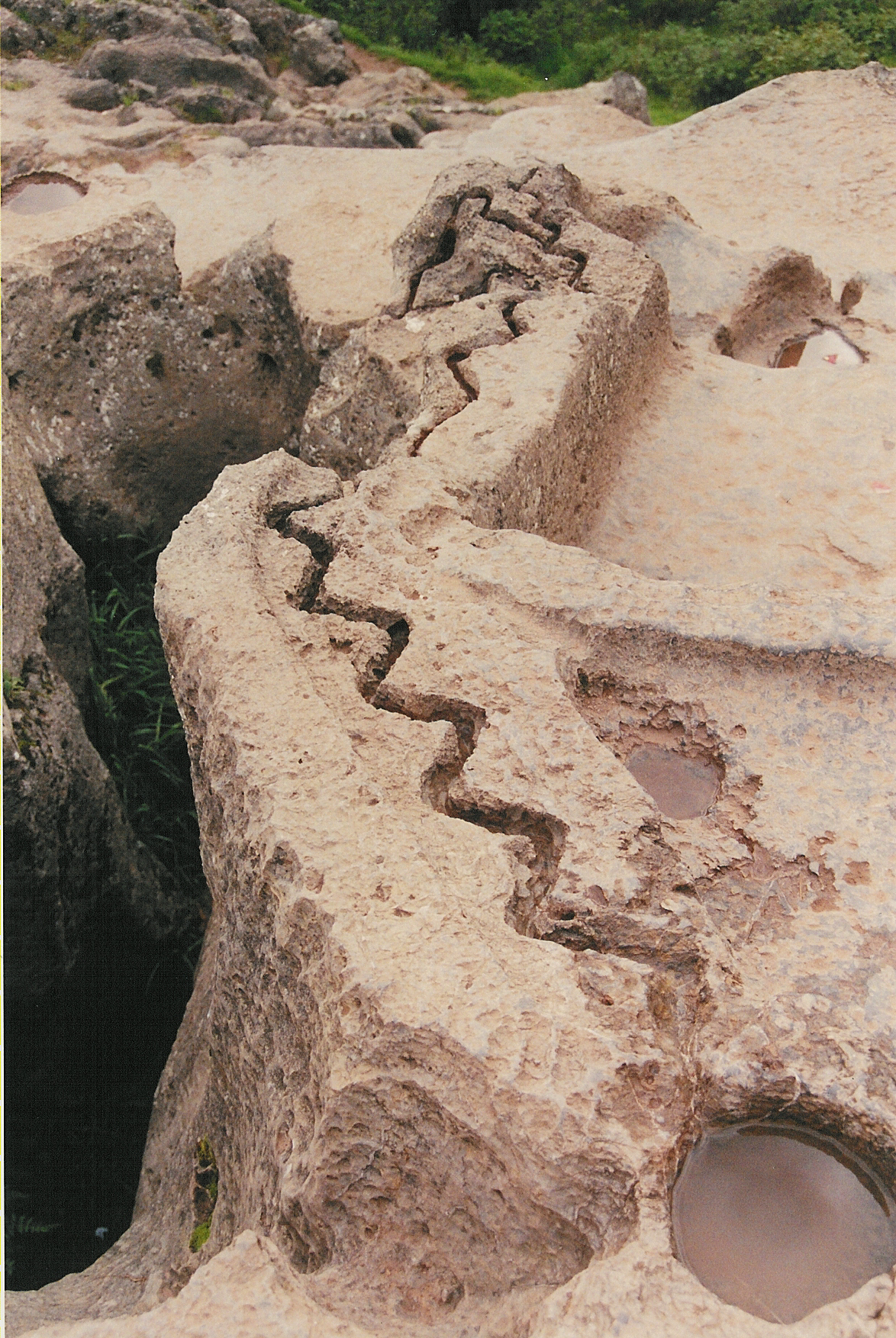
Зигзаообразный канал в Кенко

Кенко, исп. Quenco, кечуа Q'inqu, букв. «лабиринт» — археологический памятник в Священной долине Инков, в 6 км от города Куско в Перу на высоте 3,5 км, ритуальный центр эпохи инков, расположен на дороге из Саксайуамана в Писак. Оригинальное название, которое место носило до конкисты, неизвестно. Конкистадоры назвали его «лабиринтом» на языке кечуа из-за подземных галерей в форме лабиринта и небольших каналов, прибитых в скалах в форме зигзага.
Кенко нередко называют «амфитеатром» из-за полукруглой планировки памятника. При этом игнорируется назначение памятника, который мог служить алтарём, трибуной или могилой. Предполагается, что памятник был одним из наиболее важных святилищ инков.